# Rhyacophila ravizzai
Rhyacophila ravizzai là một loài Trichoptera trong họ Rhyacophilidae. Chúng phân bố ở miền Cổ bắc.